# Somos (canal de televisão)
Somos é um canal de televisão por assinatura espanhol de propriedade da AMC Networks International Southern Europe e dedicado ao cinema espanhol popular. A sua programação é focada no cinema clássico espanhol desde o início do século XX até 2011.

## História
Em junho de 2005, foi anunciada a chegada em setembro de um novo canal da Factoría de Canales (anteriormente chamada Mediapark) chamado Somos, e que seria dedicado à transmissão de filmes espanhóis, semelhante ao canal DCine Español.
Devido a um atraso no projeto do canal, seu lançamento foi adiado para 1 de novembro de 2005.
Em agosto de 2006, a Teuve decidiu incorporar seus 4 canais de filmes, incluindo Somos, na oferta da Movistar TV (atualmente Movistar+). Em setembro de 2015, a operadora Movistar+ decidiu retirar o canal de sua oferta em favor de seu próprio canal DCine Español.
Em 1 de outubro de 2015, o canal foi incorporado no dial 45 da operadora basca Euskaltel, também incorporou a multiplexação +2h no dial 46, o que permite a visualização do canal com 2 horas de intervalo.
Em 14 de outubro de 2021, o canal voltou ao Movistar+ no canal 104. Em março de 2022, foi transferido para o canal 76 para depois passar para 27 em 2 de junho do mesmo ano.